# Dian Mu
Pour les articles homonymes, voir Mu.
Dian Mu (電母, « mère des éclairs ») ou Leizi est une divinité chinoise responsable des éclairs, qui utilise des miroirs éclatants pour envoyer des éclairs à travers le ciel.
Elle est la femme de Lei Gong, dieu du tonnerre. Elle fait partie des divinités qui collaborent pour produire le phénomène du tonnerre. Parmi ses compagnons figurent Yun Tong (云童, littéralement « l'enfant des nuages »), qui soulève les nuages, et Yu Shi (雨师, « maître de la pluie ») qui provoque des averses en plongeant son épée dans un pot. Feng Bo (en) (風伯, « comte du vent ») manipule un sac en peau de chèvre duquel s'échappent les vents rugissants, qui fut plus tard transformé en Feng Po Po (en) (風婆婆, « vieille dame du vent »).
Plusieurs tempêtes portent le nom de Dian Mu dont le typhon Dian Mu (en) de 2004.

## Légende
Dian Mu était autrefois une humaine qui vivait avec sa mère. Un jour, elle jeta des coques de riz, car elles étaient trop dures à manger pour sa mère. Quand le dieu du tonnerre colérique, Lei Gong, la vit jeter les coques, il pensa qu'elle gaspillait de la nourriture, alors il la tua. Lorsque l'Empereur de Jade découvrit cela, il fut furieux de l'assassinat imprudent de Lei Gong. L'Empereur de Jade ressuscita Dian Mu, la faisant devenir une déesse. Dian Mu fut contrainte d'épouser Lei Gong, qui prit la responsabilité de s'occuper d'elle. Le rôle de Dian Mu est désormais de travailler avec Lei Gong. Elle utilise des miroirs pour réfléchir la lumière sur la Terre, afin que Lei Gong puisse voir qui il frappe et s'assurer qu'ils ne sont pas innocents. C'est pourquoi l'éclair précède le tonnerre.